# Insidious Disease
Insidious Disease ist eine norwegische Death-Metal-Supergroup aus Oslo, welche sowohl aus ehemaligen als auch aus aktiven Bandmitgliedern bekannter norwegischer Metal-Bands besteht und im Jahr 2004 unter dem Namen Insidious gegründet wurde.

## Bandgeschichte
Die Band wurde Ende 2004 unter dem Namen Insidious von den Gitarristen Sven Atle „Silenoz“ Kopperud (Dimmu Borgir) und Jon Øyvind „Jardar“ Andersen (ex-Old Man’s Child), dem Schlagzeuger Tony Laureano (Angelcorpse, Nile) gegründet. Im September 2005 stieß der Bassist Shane Embury (Napalm Death, Brujeria, Lock Up) zur Band. Zusammen mit dem Produzenten Terje „Cyrus“ Andersen, sonst bei Susperia tätig, begab sich die Gruppe Anfang 2009 ins Studio. um ihr Debütalbum Shadowcast aufzunehmen. Das Material wurde daraufhin im Mai von Russ Russell abgemischt. Necrophagia-Frontmann Frank „Killjoy“ Pucci hatte zudem am Album mitgeschrieben und Gesangspassagen für das Lied Rituals of Bloodshed beigesteuert. Ihren ersten Auftritt hatte die Gruppe am 30. Juli im Magnet Club in Berlin zusammen mit Caliban, ehe die Band ohne Plattenvertrag auf dem Wacken Open Air spielte. Daraufhin wurde Century Media auf die Band aufmerksam und nahm diese unter Vertrag. Bei dem Label erschien Anfang Juli 2010 das Album, wobei Marc „Groo“ Grewe (ex-Morgoth) auf dem Album als Sänger zu hören war. Grewe hatte seinen Gesangsspuren in der Sauna des Studios von Susperia-Sänger Athera aufgenommen, bis auf einen Chorus, der im Schlafzimmer eines Freundes in Berlin aufgenommen wurde. Während weiteren Konzerten in Deutschland musste Tony Laureano kurzzeitig durch Dariusz Brzozowski ersetzt werden, da Laureano mit All That Remains unterwegs war.
Im April 2020 wurde die Band vom deutschen Plattenlabel Nuclear Blast unter Vertrag genommen.

## Stil
Laut Anzo Sadoni vom Metal Hammer spiele die Band auf Shadowcast klassischen Death Metal, wobei Grewes Gesang schon fast an Morgoth-Zeiten erinnere. Zudem zog Sadoni einen gesanglichen Vergleich zu John Tardy von Obituary. Auch Bastian Voigtländer von metal.de bezeichnete die Musik auf dem Album als Old-School-Death-Metal. Die Band verzichte auf den Einsatz von Synthesizern und liefere „[g]nadenlose Shreddersalven, zermürbendes Schlagzeug mit Doublebassbefeuerung, hämmerndes Midtempo und wilde Geschwindigkeitsattacken, kurze Soloausraster und ein überzeugender Marc Grewe, der keinen Millimeter nachgelassen hat und immer noch über ein martialisches Stimmorgan verfügt“. Laut Alexander Eitner von metalnews.de werde auf dem Album „Death Metal geboten, der erfreulicherweise weder altbacken klingt noch übertrieben auf modern getrimmt wurde, sondern einfach brutal, recht abwechslungsreich und auch nicht völlig melodiefrei klingt“.

## Diskografie
- 2010: Shadowcast (Album, Century Media)
- 2020: After Death (Album, Nuclear Blast)